# Herb gminy Mucharz
Herb gminy Mucharz – jeden z symboli gminy Mucharz, ustanowiony 31 marca 2006.

## Wygląd i symbolika
Herb przedstawia na tarczy koloru błękitnego na srebrnym trójwzgórzu złoty krzyż, z lewej strony wspiętego srebrnego gryfa z dziobem i szponami złotymi, natomiast z prawej strony postać biskupa w srebrnej albie, złotej kapie, z aureolą, a w ręku wiosłem i dwoma włóczniami. Krzyż i gryf nawiązują do norbertanek, właścicielek Mucharza, a biskup to postać św. Wojciecha, patrona parafii w Mucharzu.